# Montilla-Moriles
Montilla-Moriles es la denominación de origen vinícola española que ampara legalmente la crianza y comercialización de los vinos producidos en los municipios andaluces de Aguilar de la Frontera, Montilla, Moriles, Doña Mencía, Montalbán de Córdoba, Monturque, Nueva Carteya y Puente Genil, así como en parte de Baena, Cabra, Castro del Río, Espejo, Fernán-Núñez, La Rambla, Lucena, Montemayor y Santaella; todos ellos situados en la provincia de Córdoba. 
Los caldos típicos de esta zona se elaboran con diferentes variedades de uva blanca. Se someten a crianza bajo velo de flor por el sistema de Criaderas y Soleras. Podemos encontrar, según su maduración, vino joven, fino, amontillado y oloroso. Estos caldos van oscureciendo sus tonos, convirtiéndose en vinos generosos, hasta alcanzar una graduación alcohólica máxima de unos 20º. 
Además, es originario del marco Montilla - Moriles el vino dulce denominado Pedro Ximénez, elaborado con esta variedad de uva. Su consumo se hace cada vez más popular, en buena medida por sus singulares características. Es consumido como acompañamiento para postres o formando parte de recetas dulces, amén de ser degustado en cualquier otra circunstancia.
La denominación de origen cuenta con registro ante la Unión Europea desde el 13 de junio de 1986. Desde el 22 de junio de 2021, también cuenta con registro ante la Organización Mundial de la Propiedad Intelectual.

## Tipos de vino
- Generosos:

- Fino: vino pálido, de color pajizo, seco, levemente amargoso, ligero y fragante al paladar, y de graduación alcohólica adquirida comprendida entre los 14 y 15 grados.
- Amontillado: seco, de punzante aroma avellanado, suave y lleno al paladar, de color ámbar u oro viejo, con graduación alcohólica adquirida comprendida entre 16 y 21 grados.
- Oloroso: vino de mucho cuerpo, lleno y aterciopelado, aromático, enérgico, seco o levemente abocado, de color similar al de la caoba, con graduación alcohólica adquirida normalmente comprendida entre 16 y 18 grados, si bien los muy viejos pueden alcanzar los 20 grados.
- Palo cortado: que comparte las características del Amontillado en cuanto a aroma y del Oloroso en cuanto a su sabor y color, con graduación alcohólica adquirida de 16 a 22 grados.
- Raya: vino de similares características al Oloroso pero de menos paladar y aroma.
- Ruedos: vino seco, ligero y pálido,  no sometido a crianza.
- Pedro Ximénez: vino dulce natural de color Caoba para el cosecha y negro zahino para el más viejo.
- Blancos: con o sin envejecimiento.

## Variedades de uva
Blancas:
- Autorizadas: Moscatel, Airén, Baladí-Verdejo, Montepila, Moscatel de grano pequeño
- Preferentes: Pedro Ximénez

Tintas:
- preferentes: Tempranillo